# Голицын, Иван Фёдорович (1789)
Князь Иван Фёдорович Голицын (28 февраля 1789—19 августа 1835) — русский офицер (полковник) из рода Голицыных, адъютант князя Д. И. Лобанова-Ростовского, директор секретного отделения канцелярии московского генерал-губернатора.

## Биография
Родился 28 февраля 1789 года в аристократической семье князя Ф. Н. Голицына, куратора Московского университета, и его супруги Варвары Ивановны. Военную службу начал в 1805 году колонновожатым, а в 1807 году произведен в прапорщики в Свиту Его Императорского Величества по квартирмейстерской части.
В следующем 1808 году произведен в подпоручики и в этом же году откомандирован в молдавскую армию князя А. А. Прозоровского. Князь Голицын принимал участие во многих сражениях в этой кампании и проявил не заурядную храбрость.

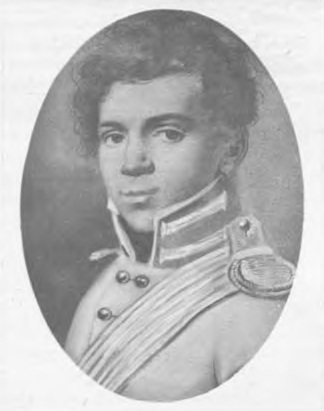
Портрет князя Ивана Федоровича Голицына.

16 апреля 1809 года во время поиска за Дунаем к Мачинскому укреплению, был ранен пулей в ногу. За участие в сражении при Татарище (10 октября) награждён орденом святой Анны 3-й степени.
В мае следующего года участвовал в осаде и взятии Силистрии. Участвуя вместе с охотниками в штурме Рущука, бывшем в начале августа, Голицын был ранен картечью в левое плечо. В сентябре того же года, находясь уже в Москве по поручениям Каменского он был переведен в Кавалергардский полк и получил приказ немедленно явиться к полку. Но из-за болезни он не смог выполнить приказ. Во время своей болезни он был произведен в поручики, а в 1811 году назначен адъютантом командующему резервными войсками князю Лобанову-Ростовскому и потому не принимал участие в походах 1812—1814 гг..
В 1813 году за отличие произведен в ротмистры, в июне 1815 года переведен в Белорусский гусарский полк в чине подполковника, а в октябре того же года по болезни отправлен в отпуск на пирмонтские воды, где он пробыл до ноября 1817 года. 25 декабря 1822 года уволен со службы в чине полковника с мундиром и пенсионом полного жалования.
В октябре 1831 года снова поступил на службу директором секретной части канцелярии московского генерал-губернатора князя Д. В. Голицына, с зачислением по армейской кавалерии подполковником.
В 1832 году произведен в полковники.
Скончался 19 августа 1835 года в Тульской губернии. Семьи не имел, потомства не оставил.

## Награды
- Орден Святой Анны 3-й ст.
- Орден Святого Владимира 4-й ст. с бантом за храбрость.
- Орден Святого Станислава (Российская империя) 3-й ст.